# Hofbauer (Marke)
Hofbauer ist eine österreichische Schokoladenmarke aus dem Unternehmen Hofbauer, das heute zum Schweizer Unternehmen Lindt & Sprüngli gehört.

## Geschichte
Das Confiserie-Unternehmen wurde im Jahr 1882 in Wien-Margareten durch den im Jahr 1855 geborenen Weinviertler Carl Hofbauer gegründet. Auch seine Gattin Juliane Reischl war im Betrieb tätig. Bald darauf wurden auch weitere Filialen eröffnet. Die Zentrale wurde verlegt. Einen Rückschlag erlitt das Unternehmen während des Ersten Weltkrieges, als der Betrieb wegen fehlender Rohstoffe nur notdürftig weitergeführt werden konnte.
Nach dem Krieg im Jahr 1918 übernahm der Sohn Ludwig das Unternehmen und stellte mit seiner Frau Engelberta die Fertigung auf eine En-Gros-Erzeugung um. Zu dieser Zeit entstanden die erfolgreichen Schokolademaroni und Toffee. Während des Zweiten Weltkrieges führte Engelberta Hofbauer das Unternehmen, das zu Kriegsbeginn etwa 150 Mitarbeiter zählte. Nach dem Krieg musste das Unternehmen die Produktion bis ins Jahr 1948 einstellen. Wenn auch die Nachfrage nach Schokolade groß war, waren im Besetzten Nachkriegsösterreich die Rohstoffe kaum vorhanden. Ab 1950 besserte sich die Situation zusehends und es wurden vornehmlich Fachgeschäfte und Konditoreien beliefert.
In den 1960er Jahren wurden auch Erfolge im Export verzeichnet, die vorwiegend nach Deutschland und Italien, aber auch nach England und in die USA erfolgten. Im Jahr 1972 wurde von Hofbauer auch der Konfiserie-Mitbewerber Küfferle mit seinen bekannten Katzenzungen übernommen. Während Hofbauer mit der eigenen Produktion weiterhin auf den Fachhandel setzte, belieferte er über Küfferle die Großmärkte und Lebensmittelketten.
Zu Beginn der 1990er Jahre wurde ein neues Werk in Gloggnitz im südlichen Niederösterreich errichtet und 1993 eröffnet. Im Jahr 1994 wurde Hofbauer vom Schweizer Hersteller Lindt & Sprüngli übernommen. Die Pralinen werden aber weiterhin unter der Marke Hofbauer sowie Küfferle vertrieben.